# 吊兰
吊兰（学名：Chlorophytum comosum）又名钓兰、挂兰、兰草、折鹤兰，歐美國家稱蜘蛛草（spider plant），日本称折鶴蘭，是相當常見的垂掛式观叶植物，原產於南非。

## 特征
吊蘭為常綠草本植物，具簇生的圓柱形肉質鬚根和短根狀莖。葉基生，狹長柔軟條形，頂端漸尖，長30公分左右、寬1－2公分；基部抱莖，著生於短莖上。成熟的植株會長出匍匐枝状的花莛，自葉間抽出超出葉上，可長達50公分。花序上部常生出葉叢，可長成有氣生根的小植株。花數朵一簇，排列成疏散的總狀花序或圓錐花序。花小，白色，花被2輪共6片，雄蕊6枚。子房3室，通常有胚珠多顆；果實成銳三角形，側向3裂；種子扁平或碟狀。花期一般在春、夏，冬季，室內也可開花。

## 栽培
吊蘭性喜溫暖濕潤、半陰的環境。生長適溫為攝氏15－25度，不低於5攝氏度能安全越冬。肉質根貯水組織發達，耐旱。適宜排水良好，肥沃鬆肥的土壤上生長。吊蘭繁殖十分容易，一般使用分株繁殖，也可利用走莖上的不定芽（小植株）繁殖，在湿润条件下，吊兰花梗上的不定芽底部的气生根会自动发育成营养根。吊蘭可以種子播種繁殖，但少用。
吊蘭適應性強，容易種植，且株形美觀，故受到廣泛的喜愛。經過證實，在室內種植吊蘭可有效減低室內的空氣污染物質。吊蘭的園藝品種除了純綠葉之外，還有大葉吊蘭、金邊吊蘭、金心吊蘭和斑葉吊蘭等多種。

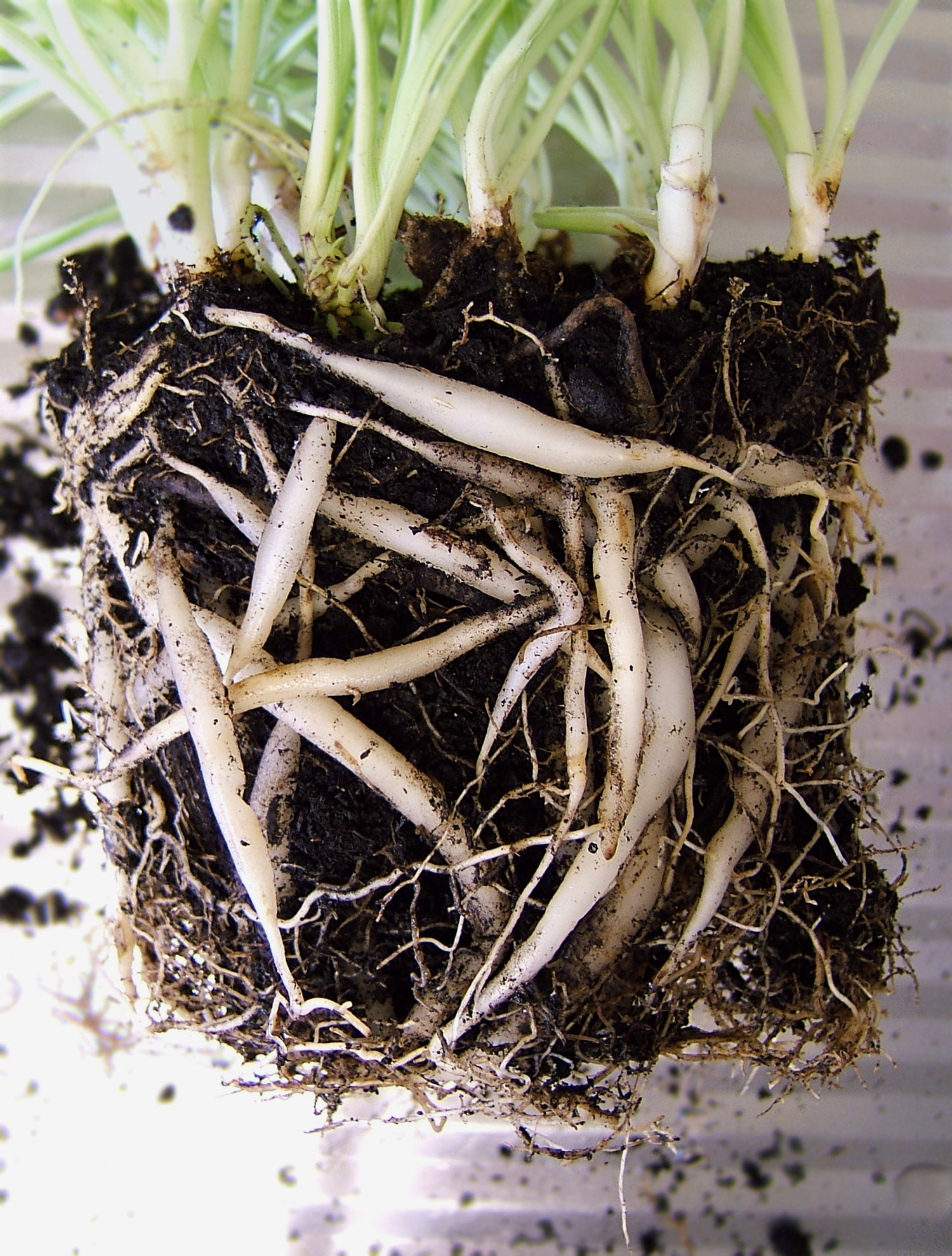
吊蘭的肉質根部
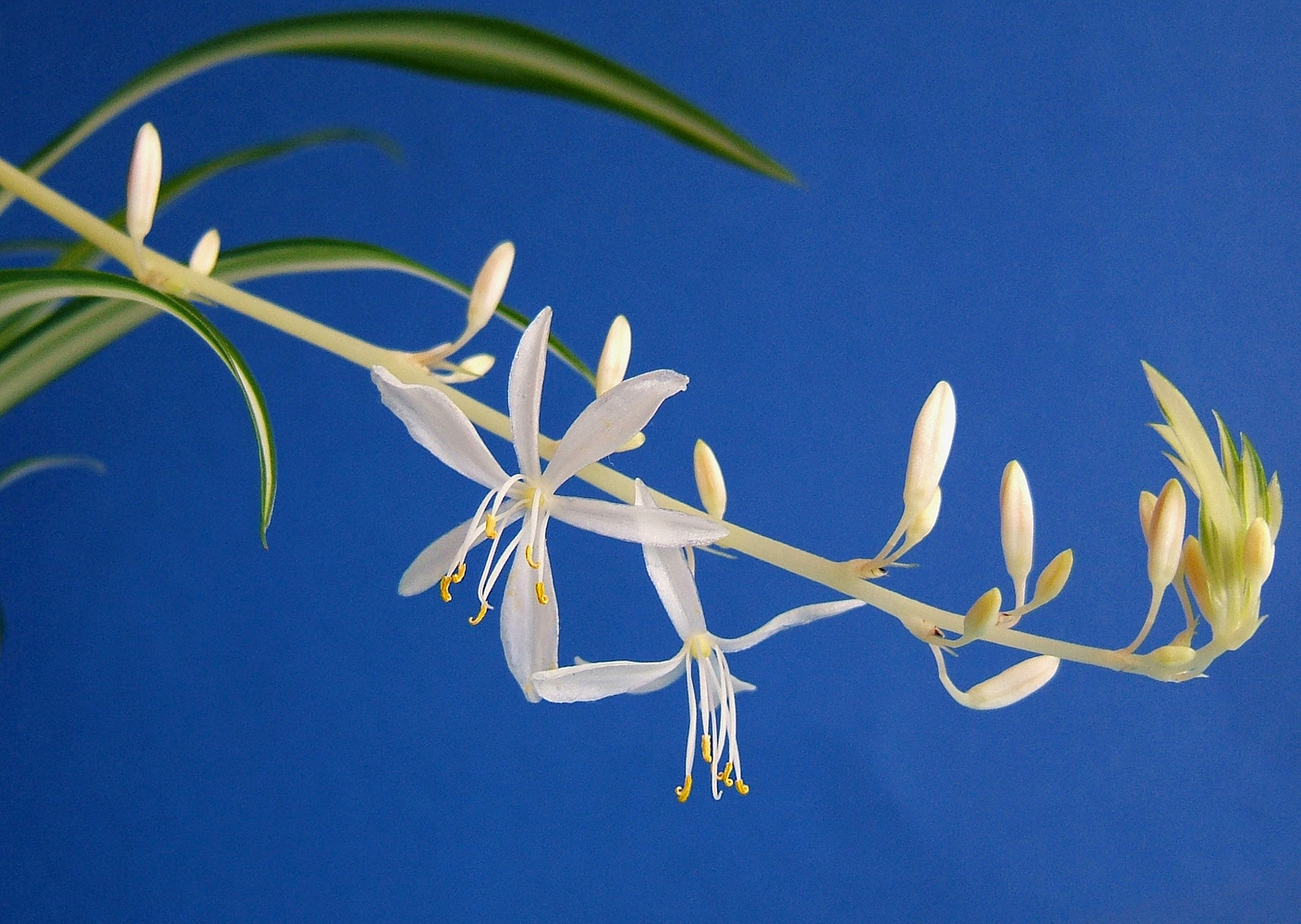
花梗上的數簇花朵、花苞與小植株
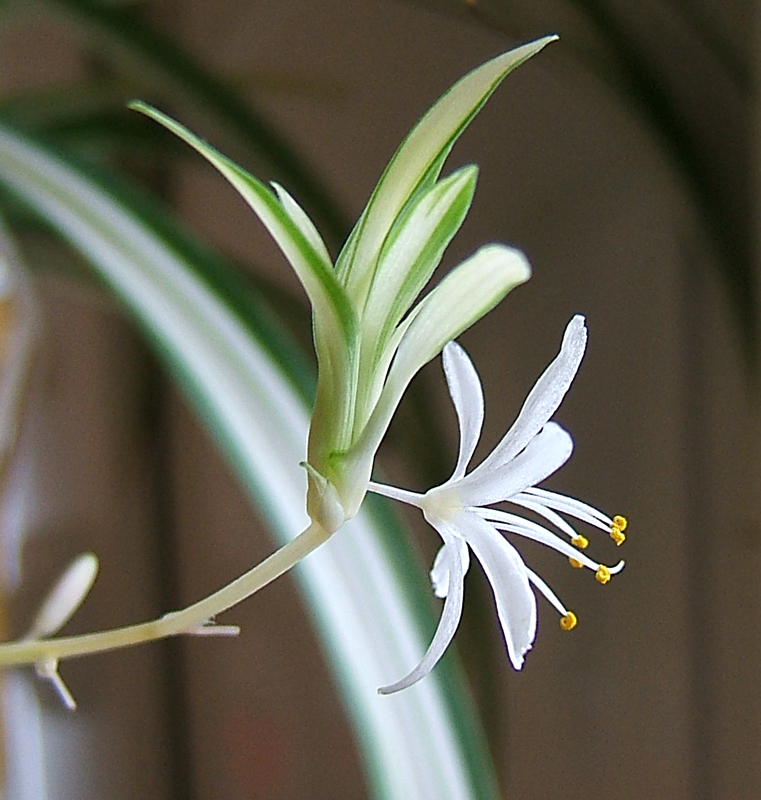
吊蘭的花與小植株
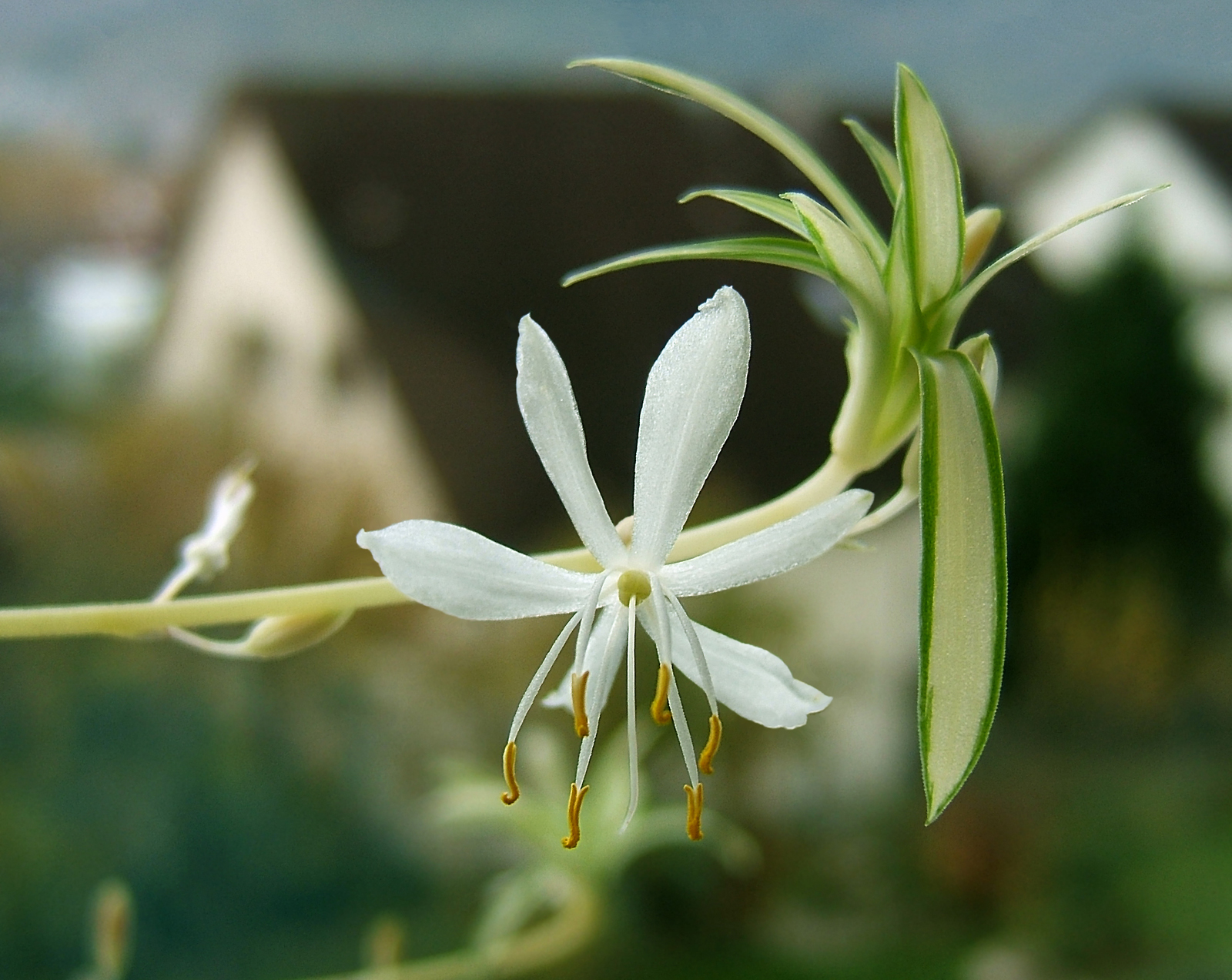
吊蘭的花與小植株
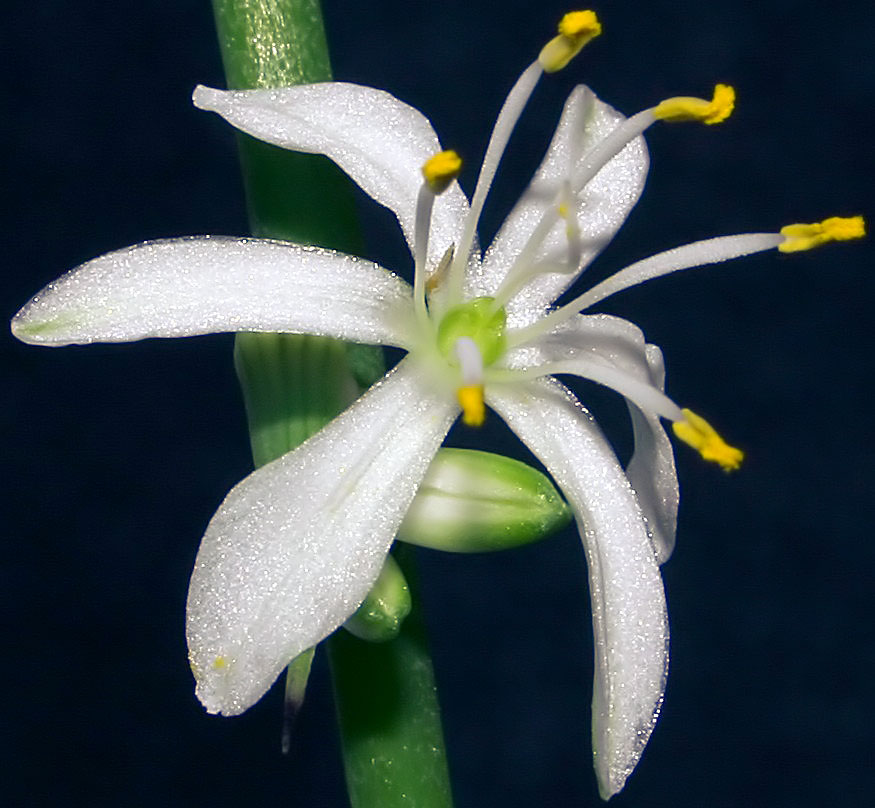
吊蘭的花
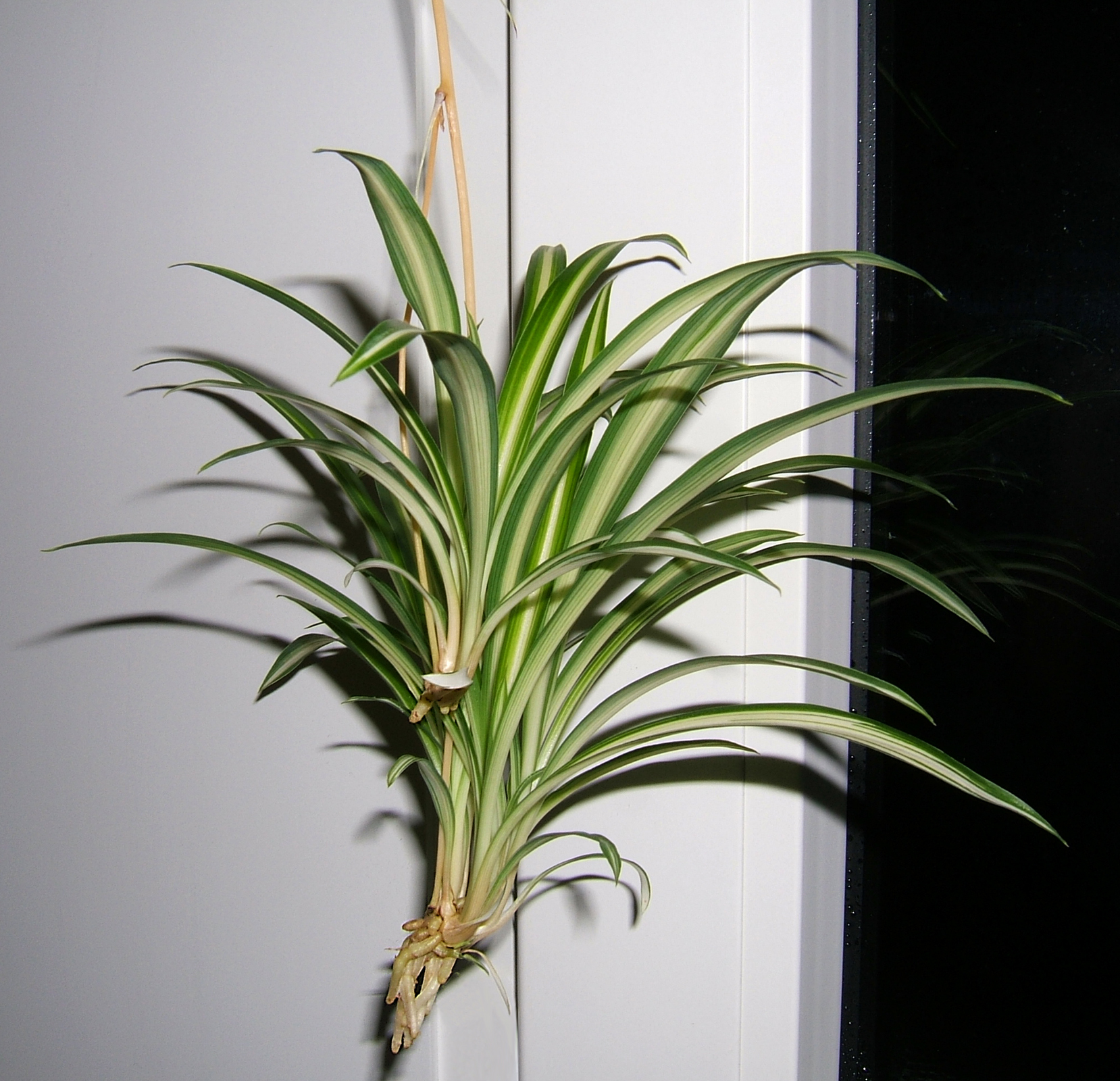
已長出氣生根的小植株
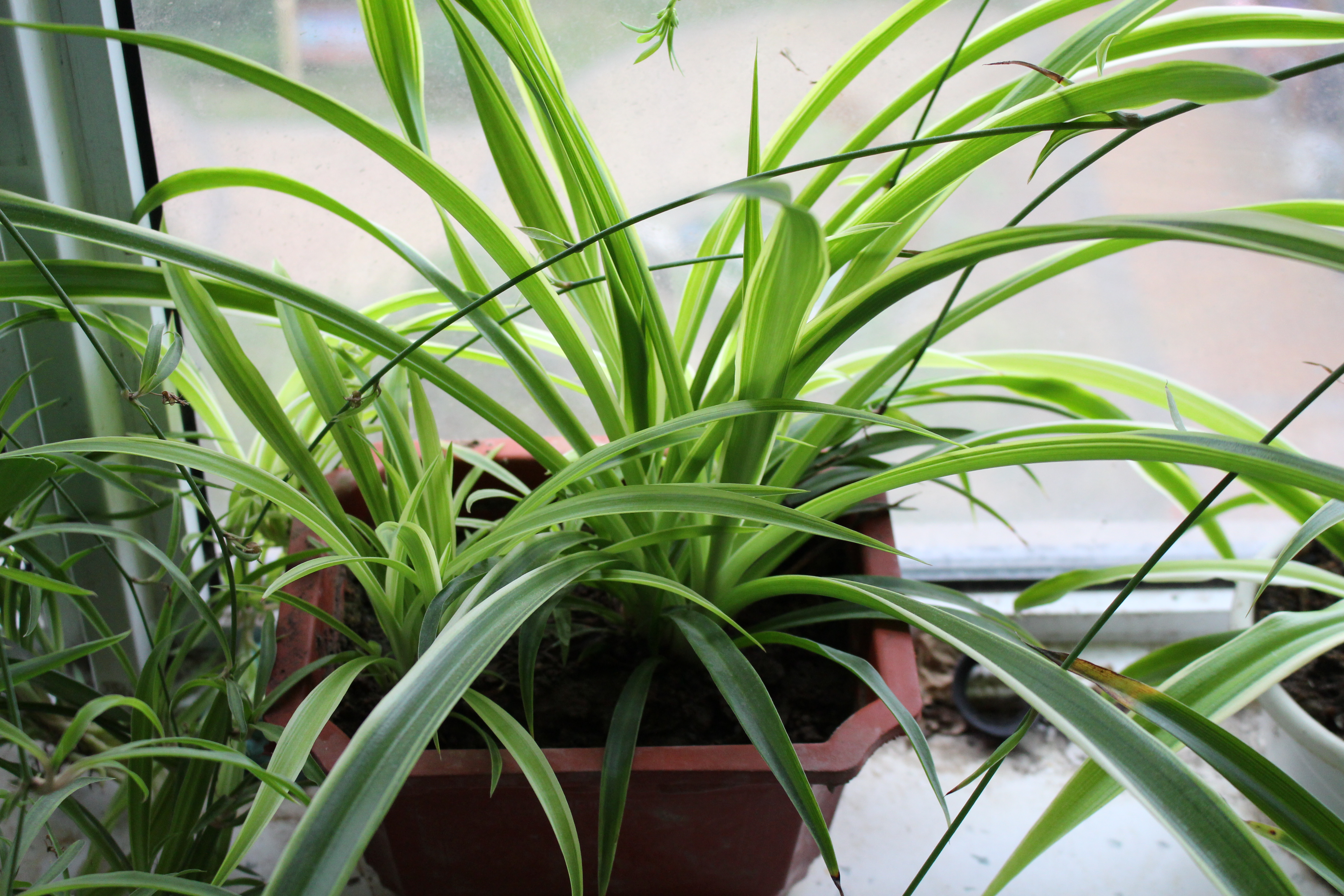
已移栽土中的小植株
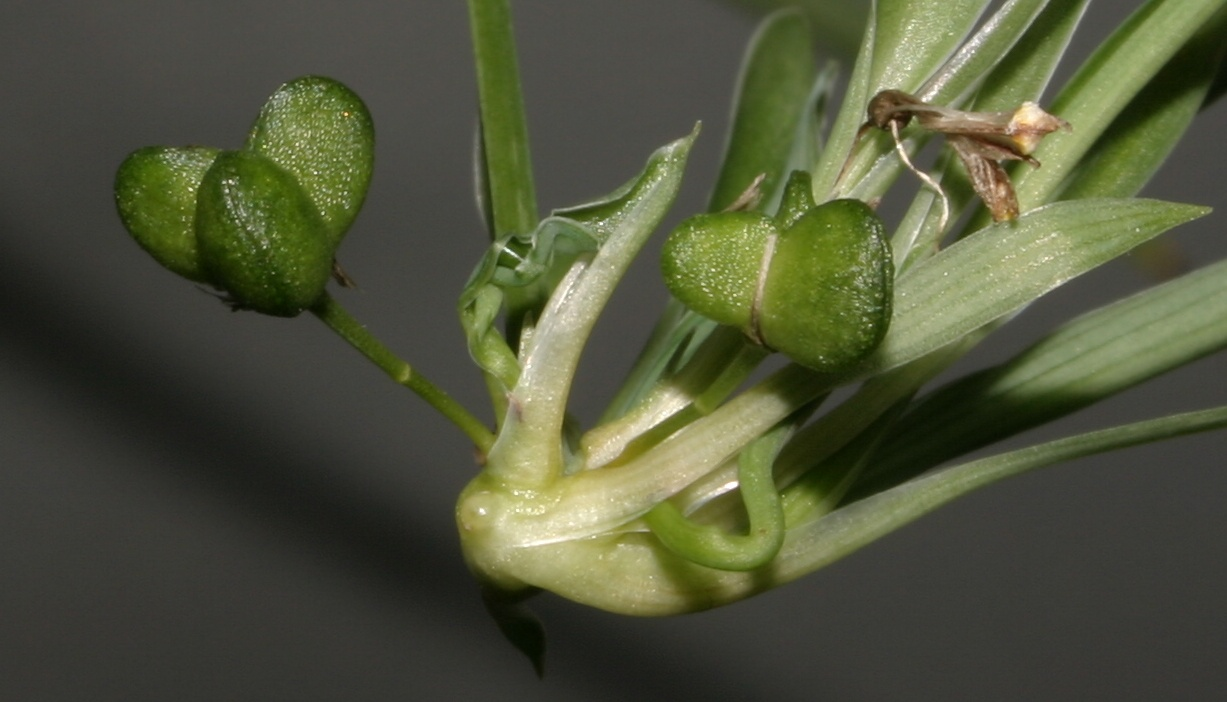
吊蘭的果實
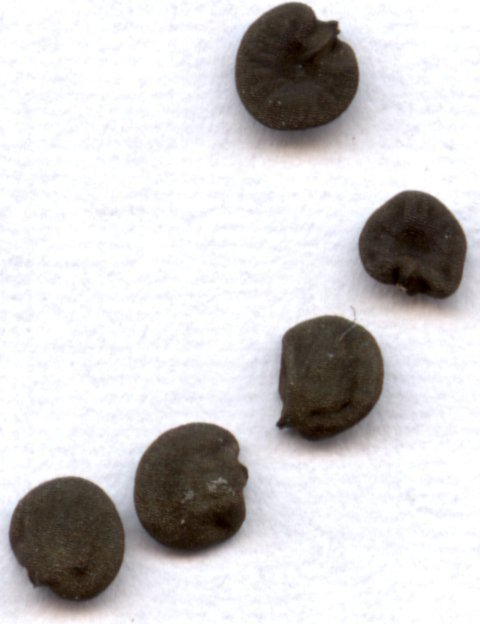
吊蘭的種子
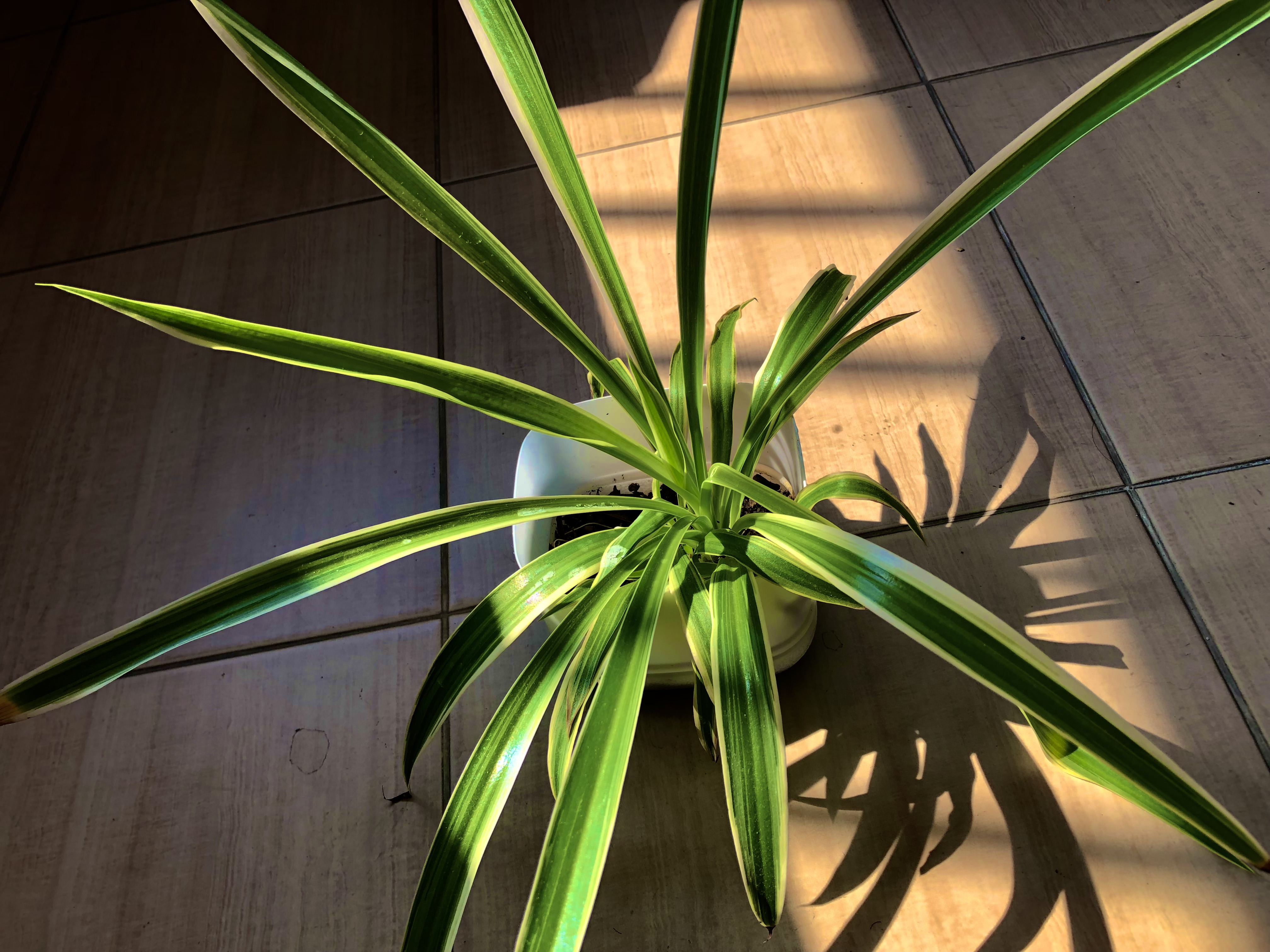
金边吊兰